# Jared Tallent
Jared Tallent (Ballarat, 17 oktober 1984) is een Australische snelwandelaar. Hij nam driemaal deel aan de Olympische Spelen en veroverde hierbij in totaal vier medailles. Hij is daarnaast meervoudig Australisch kampioen en regerend Gemenebestkampioen op de 20 km snelwandelen.

## Biografie

### Jeugd
Tallent, die in Canberra woont, verloor op tweejarige leeftijd zijn rechterwijsvinger bij een ongeluk. Voordat hij ging snelwandelen, deed hij aan triatlon.
Bij de wereldkampioenschappen voor B-junioren in 2001 werd Talent zevende op de 10.000 m snelwandelen, een jaar later werd hij negentiende bij de wereldkampioenschappen voor junioren.

### Zilver en brons op OS
Tallent werd veertiende in de 20 km snelwandelwedstrijd tijdens de wereldkampioenschappen van 2005 in Helsinki. In 2006 veroverde hij de bronzen medaille bij de Gemenebestspelen. Zijn eerste grote succes kwam bij de Olympische Spelen van 2008 in Peking, waar hij de bronzen medaille wist te veroveren achter de Rus Valeri Bortsjin (goud) en de Ecuadoriaan Jefferson Pérez (zilver). Aangekomen in het stadion, moest Tallent op weg naar de finish braken van de inspanningen die hij moest leveren om de Chinees Wang Hao achter zich te houden. Indrukwekkend was een week later zijn zilveren medaille achter de Italiaan Alex Schwazer bij de 50 km snelwandelen. Hij verbeterde daar zijn PR met ruim vijf minuten.
Hij deed deze dubbel opnieuw in 2009 tijdens de WK in Berlijn. Deze keer was hij minder succesvol, hij kwam niet verder dan een zesde plek op de 20 km snelwandelen en een zevende op de langere snelwandelafstand. Een jaar later haalde Tallent zijn belangrijkste titel binnen. Hij haalde in het voorlaatste rondje zijn landgenoot Luke Adams in en versloeg hem uiteindelijk met dertien seconden in 1:22.31.

### WK- en OS-medaille
Tallent nam wederom deel aan het snelwandelen bij de WK van 2011 in Daegu. Hij begon dat kampioenschap teleurstellend met slechts een 27e plaats op de 20 km, maar vocht zich naar een podiumplek bij de 50 km snelwandelen. De derde plaats die hij uiteindelijk behaalde, betekende kwalificatie voor de Olympische Spelen van Londen. Bij de Spelen in Londen benaderde Tallent zijn persoonlijke record op de 20 km snelwandelen tot 37 seconden, wat resulteerde in een zevende plek. Zijn record op de 50 km verbeterde hij met ruim twee minuten tot 3:36.53, wat hem zijn derde olympische medaille opleverde: een zilveren. Deze prestatie werd later in 2016 zelfs opgewaardeerd tot een gouden medaille, doordat de nummer een Sergej Kirdjapkin werd geschorst wegens het gebruik van verboden middelen.
Tallent is getrouwd met Claire Tallent, die ook aan snelwandelen doet. Zij werd onder andere tweede bij de Gemenebestspelen van 2010 op de 20 km snelwandelen.

## Titels
- Olympisch kampioen 50 km snelwandelen - 2012
- Gemenebestkampioen 20 km snelwandelen - 2010
- Australisch kampioen 20 km snelwandelen - 2008, 2009, 2010, 2011, 2012
- Australisch kampioen 30 km snelwandelen - 2004, 2005
- Australisch kampioen 50 km snelwandelen - 2007, 2009, 2011

## Persoonlijke records
Baan
| Onderdeel             | Prestatie     | Datum            | Plaats   |
| --------------------- | ------------- | ---------------- | -------- |
| 3000 m snelwandelen   | 11.21,04      | 29 oktober 2005  | Canberra |
| 5000 m snelwandelen   | 18.41,83 (NR) | 28 februari 2009 | Sydney   |
| 10.000 m snelwandelen | 40.41,5       | 27 mei 2006      | Valga    |

Weg
| Onderdeel          | Prestatie | Datum             | Plaats   |
| ------------------ | --------- | ----------------- | -------- |
| 10 km snelwandelen | 38.29     | 18 september 2010 | Peking   |
| 20 km snelwandelen | 1:19.15   | 13 februari 2010  | Hobart   |
| 30 km snelwandelen | 2:12.58   | 28 augustus 2005  | Adelaide |
| 35 km snelwandelen | 2:36.02   | 3 september 2011  | Daegu    |
| 50 km snelwandelen | 3:36.53   | 11 augustus 2012  | Londen   |

## Palmares

### 10.000 m snelwandelen
- 2001: 7e WK jeugd - 44.50,94
- 2002: 19e WJK - 45.41,19

### 20 km snelwandelen
- 2004: 75e Wereldbeker - 1:30.01
- 2005: 18e WK - 1:23.42
- 2006:  Gemenebestspelen - 1:23.32
- 2006: 14e Wereldbeker - 1:21.36
- 2007: DSQ WK
- 2008: 10e Wereldbeker - 1:19.48
- 2008:  OS - 1:19.42
- 2009: 6e WK - 1:20.27 (naderhand 5e gemaakt)
- 2010:  Gemenebestspelen - 1:22.18
- 2011: 27e WK - 1:25.25
- 2012: 7e OS - 1:19.52
- 2015: 26e WK - 1:24.19

### 50 km snelwandelen
- 2008:  OS - 3:39.27
- 2009: 7e WK - 3:44.50
- 2010:  Wereldbeker - 3:54.55
- 2011:  WK - 3:43.36
- 2012:  Wereldbeker - 3:40.32
- 2012:  OS - 3:36.53
- 2013:  WK - 3:40.03
- 2015:  WK  - 3:42.17
- 2016:  OS - 3:41.16 (na DQ Kirdjapkin)

1932: Thomas Green ·
1936: Harold Whitlock ·
1948: John Ljunggren ·
1952: Pino Dordoni ·
1956: Norman Read ·
1960: Don Thompson ·
1964: Abdon Pamich ·
1968: Christoph Höhne ·
1972: Bernd Kannenberg ·
1980: Hartwig Gauder ·
1984: Raúl González ·
1988: Vjatsjeslav Ivanenko ·
1992: Andrej Perlov ·
1996: Robert Korzeniowski ·
2000: Robert Korzeniowski ·
2004: Robert Korzeniowski ·
2008: Alex Schwazer ·
2012: Jared Tallent ·
2016: Matej Tóth ·
2020: Dawid Tomala